# Asurkot
Asurkot (en népalais : असुरकोट) est un comité de développement villageois du Népal situé dans le district d'Arghakhanchi. Au recensement de 2011, il comptait 2 263 habitants.